# 松平勝升
松平 勝升（まつだいら かつゆき）は、江戸時代中期から後期にかけての大名。下総国多古藩5代藩主。官位は従五位下・中務少輔、大蔵少輔。

## 略歴
安永7年（1778年）5月10日、4代藩主・松平勝全の次男として誕生。兄・勝従が早世したため、安永8年（1779年）4月25日に世子となる。寛政3年（1791年）12月1日、14歳の時に将軍徳川家斉に御目見。
寛政6年（1794年）10月6日、父が病気を理由に隠居したため家督を継いだ。12月16日に従五位下・中務少輔に叙位・任官する。寛政7年（1795年）2月、初めて封地多古へ赴く半年の暇を得る。しばしば江戸城各門の番役を勤めた。
文政元年（1818年）8月19日に死去した。享年41。跡を養子・勝権が継いだ。

## 系譜
- 父：松平勝全
- 母：松平信直娘
- 正室：植村家長娘
- 養子：
  - 男子：松平勝権 - 井伊直中の九男
  - 女子：寿美 - 松平全好の次女、松平勝権正室